# Parafia Matki Bożej Różańcowej w Orzechowcach
Parafia Matki Bożej Różańcowej w Orzechowcach − parafia rzymskokatolicka znajdująca się w archidiecezji przemyskiej w dekanacie Żurawica.

## Historia
W XV wieku w Orzechowcach osiadła rodzina Orzechowskich herbu Oksza, z której pochodził ks. ka. Stanisław Orzechowski. Miejscowi rzymsko-katolicy korzystali z cerkwi, ale gdy w 1913 roku przybył nowy proboszcz ks. Sorokiewicz - zabronił udostępniania cerkwi Polakom. Dlatego w 1914 roku kierownik szkoły Stefan Tarnawski podjął decyzję o budowie kościoła. W ciągu dwóch miesięcy zbudowano mury kościoła, ale już po rozpoczęciu I wojny światowej kościół został zburzony, a wieś całkowicie spalona.
W 1921 roku podczas parcelacji obszaru dworskiego, wydzielono plac pod budowę kościoła. 28 maja 1923 roku bp Karol Fischer poświęcił nowy plac. W latach 1925–1929 zbudowano murowany kościół, według projektu arch. Stanisława Majerskiego. 3 listopada 1929 roku ks. prał. Namisłowski poświęcił kościół.
1 sierpnia 1969 roku dekretem bpa Ignacego Tokarczuka została erygowana parafia, z wydzielonego terytorium parafii Ujkowice. Gdy kościół okazał się za mały, zdecydowano o budowie nowego kościoła. W latach 1985–1988 zbudowano obecny murowany kościół, według projektu arch. inż. Leonarda Reppela. 5 października 1985 roku poświęcono kamień węgielny. 16 października 1988 roku ks. kanclerz Zdzisław Majcher poświęcił kościół. 7 lipca 2002 roku abp Adam Szal dokonał konsekracji kościoła.
Na terenie parafii jest 1 100 wiernych (w tym: Orzechowce – 850, Batycze – 250).
Proboszczowie parafii:
1969–1972 - ks. Henryk Rykała
1972–1984 - ks. Zdzisław Sidor
1984–1998 - ks. Aleksander Burdzy
od 1998 - ks. Zbigniew Bucior

## Kościół filialny
W 1935 roku w Batyczach grekokatolicy zbudowali murowaną cerkiew pw. św. Mikołaja Cudotwórcy. Po II wojnie światowej cerkiew została zaadaptowana na kościół filialny. W latach 1988–1990 kościół został przebudowany według projektu arch. inż. S. Gala. 25 czerwca 1990 roku bp Ignacy Tokarczuk poświęcił kościół.